# Suddia sagittifolia
Suddia sagittifolia är en gräsart som beskrevs av Stephen Andrew Renvoize. Suddia sagittifolia ingår i släktet Suddia och familjen gräs. Inga underarter finns listade i Catalogue of Life.